# Leon Schiller
Leon Jerzy de Schildenfeld Schiller (Cracovia, 14 marzo 1887 – Varsavia, 25 marzo 1954) è stato un regista polacco.

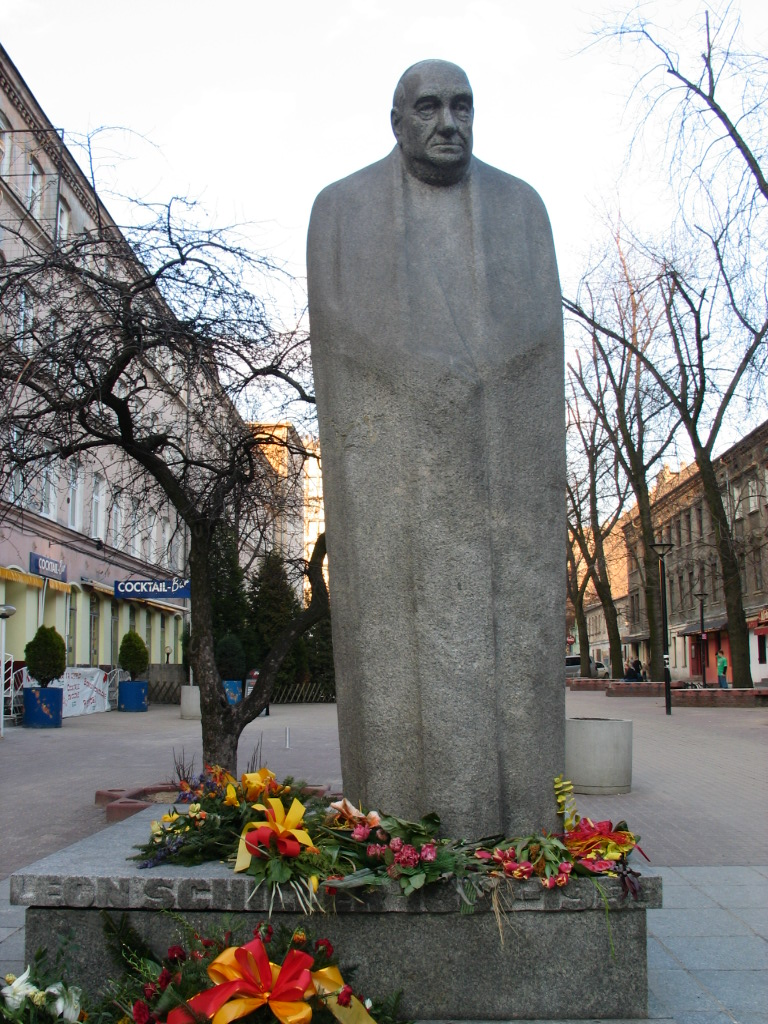
Monumento a Leon Schiller eretto a Łódź, in Polonia.

Studioso di teatro, attore, cantante, organizzatore di spettacoli e di mostre di scenografia sin dalla giovinezza, Schiller fu dapprima attratto dal fascino del primitivo teatro popolare e religioso, che fece rivivere sulle scene in modo suggestivo.
Nominato direttore del Teatro Bogusławski dal 1924 al 1926, diede inizio ad una serie di tentativi per giungere alla creazione di un teatro monumentale polacco; apparvero così i suoi primi spettacoli d'avanguardia, ispirati ad un eclettismo geniale.
Nel 1932 fondò l'Istituto Nazionale d'Arte Drammatica a Varsavia con il suo collega, attore e regista Aleksander Zelwerowicz.
In seguito si rivolse soprattutto al repertorio shakespeariano e romantico, e diede alcuni esempi di interpretazione moderna di testi classici veramente suggestivi.
Uomo di eccezionale cultura ed intelligenza, artista di fervente fantasia, Schiller fu uno dei più grandi uomini di teatro dell'Europa della metà del secolo scorso e il più importante innovatore della scena polacca.
A Schiller è intitolata la Scuola nazionale di cinema, televisione e teatro di Łódź.

## Opere principali
- Pastorałka - Pastorale, del 1931.
- Samuel Zborowski, del 1927.
- Kordian, del 1934.
- Dziady, del 1934.
- Nie-boska komedia - La commedia non divina, del 1938.
- Opera za trzy grosze - L'opera da tre penny, del 1929.
- Krzyczcie Chiny - Addio, Cina!, del 1938.
- Kapitan z Koepenick - Il capitano da Koepenick, del 1932.
- Dawne czasy w piosence, poezji i zwyczajach, del 1924.
- Bandurka - Bandora, del 1925.
- Kulig, del 1929.